# Данелен (Њу Џерзи)
Данелен (енгл. Dunellen) град је у америчкој савезној држави Њу Џерзи.

## Демографија
По попису из 2010. године број становника је 7.227, што је 404 (5,9%) становника више него 2000. године.
| Група             | 2000.         | 2010.         |
| Белци             | 5.227 (76,6%) | 4.291 (59,4%) |
| Афроамериканци    | 250 (3,7%)    | 623 (8,6%)    |
| Азијати           | 243 (3,6%)    | 326 (4,5%)    |
| Хиспаноамериканци | 1.010 (14,8%) | 1.933 (26,7%) |
| Укупно            | 6.823         | 7.227         |